# Boesenbergia islamii
Boesenbergia islamii är en enhjärtbladig växtart som beskrevs av Yusof och M.A.Rahman. Boesenbergia islamii ingår i släktet Boesenbergia och familjen Zingiberaceae.
Artens utbredningsområde är Bangladesh. Inga underarter finns listade i Catalogue of Life.